# Light Years
Light Years ist das siebte Studioalbum der australischen Popsängerin Kylie Minogue. Es erschien am 11. September 2000 unter Parlophone. Das Album war bezeichnend für Minogues Rückkehr zum Mainstream und leitete ihr Comeback und ihren Aufstieg zur weltweit anerkannten Künstlerin ein.

## Geschichte
Nach dem vergleichsweise wenig erfolgreichen Studioalbum Impossible Princess war Minogues Plattenvertrag mit dem Plattenlabel Deconstruction Records ausgelaufen, woraufhin sie zu Parlophone wechselte und 1999 mit der Arbeit an neuen Songs begann. Auf Light Years kombinierte sie dann Dance-Pop mit Disco- und House-Musik. Zudem wurden Europop-Anleihen benutzt.
Maßgeblich daran beteiligt war die Leadsingle Spinning Around, die ebenfalls Disco-Elemente verwendet. Der Song wurde u. a. von Paula Abdul geschrieben, die ihn selbst für ein Comeback-Album aufnehmen wollte. Da dieses Album jedoch nie zustande kam, bot Parlophone das Lied schließlich Minogue an. Obwohl Minogue weder an dem Song mitgeschrieben hatte, noch der Song speziell für sie geschrieben wurde, traf der Text auf den Verlauf ihrer bisherigen Karriere zu. Unterstützt von einem Video, dass die Sängerin medienwirksam in Szene setzte, wurde die erste Single auf Anhieb ein Erfolg und erreichte in Großbritannien Platz 1 der Charts. Minogue rückte wieder ins Medieninteresse.
Auch die zweite Single, On a Night Like This, wurde ein Erfolg und erreichte Platz 2 in Großbritannien. Minogue spielte den Song live während der Abschlussfeier der Olympischen Sommerspiele 2000 in ihrem Geburtsland Australien.
Bereits einen Monat nach Veröffentlichung von On a Night Like This erschien die dritte Single Kids, ein Duett mit dem damals enorm erfolgreichen Sänger Robbie Williams. Sie war gleichzeitig die zweite Auskoppelung aus Williams’ Studioalbum Sing When You’re Winning. Williams schrieb den Song gemeinsam mit Guy Chambers für Minogue. Das Ergebnis gefiel ihm so gut, dass er den Song zu einem Duett umschrieb, den Song gemeinsam mit Minogue aufnahm und ihn außerdem auf seinem eigenen nächsten Album veröffentlichte. Der Text enthält mehrere Anspielungen auf die Karrieren der beiden Sänger. Williams Album Sing When You're Winning enthält im Gegensatz zu Light Years eine leicht veränderte Version, die einen Rap von Williams enthält.
Gemeinsam mit Minogue schrieben Robbie Williams und Guy Chambers noch zwei weitere Lieder, Loveboat und Your Disco Needs You, die auf dem Album veröffentlicht wurden. Your Disco Needs You wurde nur in Deutschland und Australien auch als Single veröffentlicht und gilt als großer Erfolg in der Homosexuellen-Szene. Auf der deutschen Version von Light Years befindet sich eine zusätzliche Version von Your Disco Needs You, auf der Minogue einige Sätze in Deutsch sagt.
Neben den erstmals auf diesem Album veröffentlichten Kompositionen nahm Minogue auch die Cover-Version des Liedes Under the Influence of Love von Barry White auf. Andere bemerkenswerte Songs sind Please Stay, das Latin-Elemente enthält und Bittersweet Goodbye, die einzige auf dem Album enthaltene Ballade, außerdem Butterfly, mit einem deutlichen Einfluss durch Techno-Musik.

## Titelliste
| Nr. | Titel                            | Autor(en)                                                  | Produzent(en)         | Länge |
| --- | -------------------------------- | ---------------------------------------------------------- | --------------------- | ----- |
| 1.  | Spinning Around                  | Ira Shickman, Osborne Bingham, Kara DioGuardi, Paula Abdul | Douglas               | 3:28  |
| 2.  | On a Night Like This             | Steve Torch, Graham Stack, Mark Taylor, Brian Rawling      | Mike Spencer          | 3:31  |
| 3.  | So Now Goodbye                   | Kylie Minogue, Steve Anderson                              | Douglas               | 3:37  |
| 4.  | Disco Down                       | Johnny Douglas                                             | Douglas               | 3:54  |
| 5.  | Loveboat                         | Minogue, Guy Chambers, Robbie Williams                     | Chambers, Steve Power | 4:10  |
| 6.  | Koocachoo                        | Minogue, Douglas                                           | Douglas               | 4:00  |
| 7.  | Your Disco Needs You             | Minogue, Chambers, Williams                                | Chambers, Power       | 3:32  |
| 8.  | Please Stay                      | Minogue, Richard Stannard, Julian Gallagher, John Themis   | Stannard, Gallagher   | 4:08  |
| 9.  | Bittersweet Goodbye              | Minogue, Anderson                                          | Anderson              | 3:43  |
| 10. | Butterfly                        | Minogue, Anderson                                          | Mark Picchiotti       | 4:08  |
| 11. | Under the Influence of Love      | Paul Politi, Barry Eugene White                            | Stannard, Gallagher   | 3:21  |
| 12. | I'm So High                      | Minogue, Chambers, Megan Smith                             | Chambers, Power       | 4:09  |
| 13. | Kids (Duett mit Robbie Williams) | Williams, Chambers                                         | Chambers, Power       | 4:19  |
| 14. | Light Years                      | Minogue, Stannard, Gallagher                               | Stannard, Gallagher   | 4:48  |

## Rezensionen
Das Album erhielt im Allgemeinen recht gute Kritiken. Chris True von Allmusic bezeichnete das Album als „eine der besten Disco-Platten seit den 1970ern“. Er vergab vier von fünf Sternen. Die Seite Digital Spy vergab fünf von fünf Sternen. Es sei nicht ein Ausfall auf dem Album.

## Kommerzieller Erfolg

### Chartplatzierungen
| ChartsChartplatzierungen     | Höchstplatzierung | Wochen |
| ---------------------------- | ----------------- | ------ |
| Australien (ARIA)            | 1 (41 Wo.)        | 41     |
| Deutschland (GfK)            | 35 (13 Wo.)       | 13     |
| Schweiz (IFPI)               | 28 (7 Wo.)        | 7      |
| Vereinigtes Königreich (OCC) | 2 (39 Wo.)        | 39     |

| ChartsJahrescharts (2000)    | Platzierung |
| ---------------------------- | ----------- |
| Australien (ARIA)            | 17          |
| Vereinigtes Königreich (OCC) | 58          |

| ChartsJahrescharts (2001) | Platzierung |
| ------------------------- | ----------- |
| Australien (ARIA)         | 17          |

### Auszeichnungen für Musikverkäufe
| Land/Region                  | Auszeichnungen für Musikverkäufe (Land/Region, Auszeichnung, Verkäufe) | Verkäufe |
| ---------------------------- | ---------------------------------------------------------------------- | -------- |
| Australien (ARIA)            | 4× Platin                                                              | 280.000  |
| Südafrika (RISA)             | 2× Platin                                                              | 100.000  |
| Vereinigtes Königreich (BPI) | Platin                                                                 | 496.000  |
| Insgesamt                    | 7× Platin ·                                                            | 876.000  |

Hauptartikel: Kylie Minogue/Auszeichnungen für Musikverkäufe